# 安諾西貝阿姆博希比
安諾西貝阿姆博希比（英語：Anosibe Ambohiby）是一條位於馬達加斯加中央高地的村落，在阿姆博希比山塊死火山口內。

## 歷史
安諾西貝阿姆博希比在2008年由來自馬南德里亞納區的贝齐寮農民建立，他們從原居地向北走大約380（240英里）來到這處定居。由於原居地越來越擁插，他們於是外出尋找一大片可耕地。他們在這裡種植经济作物為主，尤其是柑橘属，之後在附近城市的市場上出售賺錢。由於村落與世隔絕，加上馬達加斯加公路基建不足，使村落對外道路交通十分差劣。截至2023年，此村落有約50棟房子居住了約300人。

## 詞源
安諾西貝意即「大島」，取名原因是因為村落四周有四條溪流，而阿姆博希比則源自村落位於碱環狀岩脈內，即阿姆博希比山塊。

## 地理
安諾西貝阿姆博希比位於阿姆博希比山塊的死火山口內，該山塊是一條碱環狀岩脈，直徑長達13公里，可追溯至晚白垩世。當時馬達加斯加仍是與印度次大陸連在一起，兩者分離後，火山失去了岩漿源，造成了現今獨特的地貌。該山塊由於碱的關係而土壤肥沃，因此適合耕作，且村落四周被四條小溪包圍。村落離附近主要城市齊魯阿努曼迪迪相距18公里。

## 人口
目前約有300名贝齐寮人定居在這，他們由馬南德里亞納區遷移至這裡，他們主要務農為生，種植橙和柠檬並在市場上賣出。

## 延伸閱讀
- Ndivhuwo Cecilia Mukosi.  (学位论文). 2012. doi:10.13140/RG.2.2.27096.80644 （英语）.+